# La Chapelle-Rambaud
La Chapelle-Rambaud  là một xã trong tỉnh Haute-Savoie thuộc vùng Auvergne-Rhône-Alpes đông nam Pháp.